# Jerome Wiesner

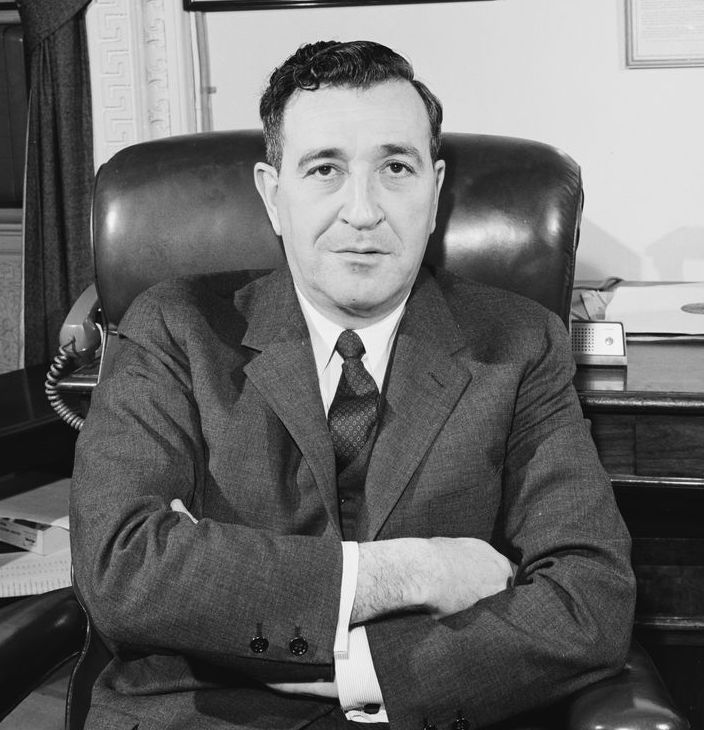
Jerome Wiesner, 1961

Jerome Bert Wiesner (* 30. Mai 1915 in Detroit, Michigan; † 21. Oktober 1994 in Watertown, Massachusetts) war ein US-amerikanischer Elektroingenieur und Wissenschaftsorganisator. Er war Präsident des Massachusetts Institute of Technology (MIT).

## Leben und Werk
Wiesner wuchs in Dearborn als Sohn eines Ladenbesitzers auf. Schon als Jugendlicher zeigte er Begeisterung für Technik und baute mit Freunden ein eigenes Telefonnetzwerk. Er studierte an der University of Michigan Elektrotechnik. 1938 machte er dort seinen Master-Abschluss und 1950 wurde er dort promoviert. 1940 war er im Akustiklabor der Library of Congress und reiste mit Alan Lomax durch die Südstaaten, um Blues- und Folkmusiker aufzunehmen. Ab 1942 arbeitete er am MIT Radiation Laboratory am Radar (als Gruppenleiter in der Entwicklung von Flugzeugradar, Projekt Cadillac) und er war auch kurz im Manhattan-Projekt in Los Alamos, wo er elektronische Komponenten für Atombomben baute. Nach dem Zweiten Weltkrieg blieb er am MIT, wo er 1946 Assistant Professor, 1947 Associate Professor und 1950 Professor und 1952 bis 1961 Direktor des Forschungslabors für Elektronik (RLE, Research Laboratory for Electronics) wurde. Von 1959 bis 1960 leitete er die Fakultät für Elektrotechnik. 1962 bis 1971 hatte er den höchsten Professorenrang am MIT (Institute Professor). 1964 wurde er Dekan der School of Science des MIT, 1966 Provost und von 1971 bis 1980 war er der Präsident des MIT.
Er war der Berater mehrerer US-Präsidenten. Unter der Kennedy-Administration war er Special Assistant for Science and Technology des Präsidenten ab 1961, was er bis 1964 blieb; in den Anfangsjahren von Lyndon B. Johnsons Präsidentschaft leitete er die Untersuchungen in der Folge der Kritik von Rachel Carson (mit ihrem Bestseller Silent Spring) am umweltschädlichen weitverbreiteten Einsatz von DDT. Der Report der Kommission erschien 1963 und empfahl Einschränkung des Gebrauchs von DDT und den Erlass von Umweltschutzbestimmungen. Wiesner war ein aktiver Befürworter von Rüstungskontrolle und wesentlich an der Gründung des Amts für Rüstungskontrolle in der Kennedy-Administration beteiligt (Arms Control and Disarmament Agency) sowie am nuklearen Teststopp-Abkommen 1963. Ab Ende der 1960er Jahre war er ein Kritiker der in den USA geplanten Raketenabwehrsysteme. Schon 1958 war er Mitglied der Pugwash-Gruppe und US-Delegierter auf der Genfer Abrüstungskonferenz. Er setzte sein Engagement zur Rüstungskontrolle auch in den 1980er Jahren (als Opponent des Star-Wars-Programms) und 1990er Jahren fort.
Ende der 1950er Jahre setzte er sich in der Eisenhower-Administration für Interkontinentalraketen ein. 1961 äußerte er sich in einem Wiesner Report sehr kritisch zur NASA, wollte diese radikal beschneiden und wollte das Mercury-Programm der bemannten Raumfahrt beenden. Auch im Apollo-Programm opponierte er gegen die am Ende gewählte Landemethode auf dem Mond.
1948 erhielt er den President’s Certificate of Merit. 1953 wurde Wiesner in die American Academy of Arts and Sciences und 1969 in die American Philosophical Society gewählt. 1980 erhielt er den Delmer S. Fahrney Award und 1993 die Public Welfare Medal der National Academy of Sciences. Er war Mitglied der National Academy of Sciences (seit 1960) und der National Academy of Engineering. Er war vielfacher Ehrendoktor.
Er wurde zum ständigen Mitglied der MIT Corporation ernannt und ein Gebäude am MIT wurde nach ihm benannt.
1989 erlitt er einen Schlaganfall. Er starb an einem Herzanfall. Er war verheiratet und hatte drei Söhne und eine Tochter. Sein Sohn Stephen Wiesner war Physiker und ein Pionier der Quanteninformationstheorie.

## Schriften
- Where science and politics meets, McGraw Hill 1961
- Hermann Volle, Helga Haftendorn (Herausgeber), Jerome Wiesner (Vorwort) Sicherung vor Überraschungsangriffen im Atomzeitalter (Ausgewählte Dokumente zur Genfer Expertenkonferenz 1958), Metzner 1962
- mit Abram Chayes (Herausgeber) An evaluation of the decision to deploy and antiballistic missile system, Harper and Row 1969, deutsche Übersetzung: Raketenkrieg. Expertenmeinungen zum antiballistischen Raketen-Abwehrsystem (ABM), Propyläen Verlag 1970
- mit Kosta Tsipis, Philip Morrison The future of american defense, Scientific American, Februar 1994
- dieselben: Beyond the Looking Glass: The United States Military in 2000 and Later, 1993
- On science advice to the president, Scientific American Januar 1989